# 中国地质大学
中国地质大学，简称地大，是一所中华人民共和国教育部直属的高等院校，是“211工程”、优势学科创新平台项目、世界一流大学和一流学科建设高校，是一所以地质、资源、环境、地学工程技术为主要特色，理、工、文、管、经、法相结合的综合性大学，是中国地学人才培养的主要教育机构和地学研究的基地。现有中国地质大学（武汉）和中国地质大学（北京）两个独立的办学实体。

## 校史

### 建校

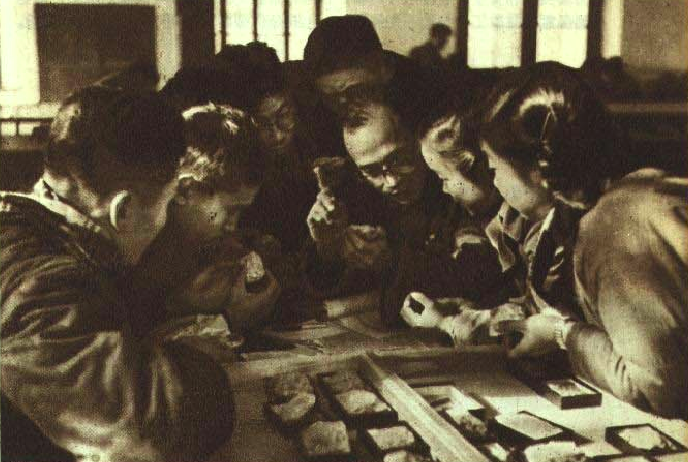
1952年新成立的北京地质学院

中国地质大学的前身为北京地质学院。1952年，教育部根据“以培养工业建设人才和师资为重点，发展专门院校，整顿和加强综合性大学”的方针，在全国范围内进行院系调整。由北京大学地质系、清华大学地学系地质组、天津大学（原北洋大学）地质工程系、唐山铁道学院采矿系地质组以及西北大学地质系本科3个班的学生（46名）等著名大学的地质系、科合并而成立北京地质学院。是当时著名的八大学院之一。
1952年7月14日，成立了北京地质学院筹备委员会，中国地质工作计划指导委员会主任李四光任筹委会主任。
1952年11月1日，在北京端王府夹道举行了北京地质学院首届开学典礼，中央人民政府教育部副部长曾昭伦、中央人民政府地质部部长李四光、北京大学副校长汤用彤教授等各部门的代表出席了大会并讲了话。李四光在讲话中说：
现在新中国办起了惊天动地的事业，航空学院是惊天，地质学院是动地。你们就是动地的勇士……你们是新的土地公公，土地婆婆，我代表地质部向你们祝贺。
学校决定11月7日为北京地质学院的“校庆日”。
1952年12月24日，中央人民政府政务院任命原中国工农红军老干部刘型为北京地质学院首任院长，著名地质学家、中国地质工作指导委员会副主任尹赞勋教授任副院长。学校实行校长负责制。
学校行政及其他主要行政负责人是：教务长 :尹赞勋（兼），副教务长：张席禔、李广信 ，总务长：陈子谷 ，副总务长：杨遵仪。
建校初期，学校分别在北京沙滩（原北京大学地质馆）、端王府夹道（原北京大学工学院）和河北宣化地质学校三处办学。1954年后陆续迁入北京西北郊学院路新校址。据1952年11月15日统计，北京地质学院有教授、副教授29人，讲师15人，助教94人，职员116人，工友175人，教职工总计429人。在校学生1527人（其中新生1188人），毕业生31人。

### 北京地质学院时期

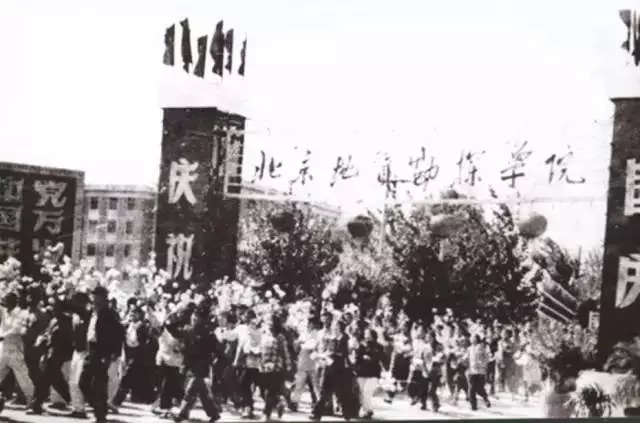
北京地质勘探学院

建院初期，学校从北京大学、清华大学、天津大学、唐山铁道学院和地质调查所汇聚了一大批教师。讲师以上的教师，绝大部分毕业于北京大学、清华大学、中央大学和西南联大，许多人长期在上述大学任教，其中有16人在20世纪20—40年代赴欧美深造，他们是：
- 袁复礼：民国初年赴美国哥伦比亚大学留学，是中国地貌学和第四纪地质学的奠基人。
- 冯景兰：20世纪20年代赴哥伦比亚大学深造，回国后成为著名的矿床学家和工程地质学家。曾任清华大学地学系主任、云南大学工学院院长及采矿系主任。
- 张席禔：1928年在维也纳大学获博士学位。是中国古脊椎动物学的开拓者之一。
- 尹赞勋：1931年在法国里昂大学获博士学位。曾到欧洲许多地方进行地质考察，是中国地层古生物学的开拓者之一。曾担任过中央地质调查所所长。
- 杨遵仪：1939年在美国耶鲁大学获博士学位。曾任中山大学地质系主任兼两广地质调查所所长。
- 高平：1932年毕业于北京大学。曾任江西地质调查所所长和北京地质调查所所长。1943—1946年曾赴美考察。
- 傅承义：1933年毕业于清华大学物理系。1944年获美国加州理工学院地球物理学博士学位并在该校任教多年。
- 潘钟祥：1946年在美国明尼苏达大学获博士学位。曾任中山大学地质系主任及两广地质调查所所长。
- 王鸿祯：1947年在英国剑桥大学获博士学位。曾任北京大学秘书长。
- 马杏垣：1948年在英国爱丁堡大学获博士学位。
- 池际尚：1949年在美国布林莫爾學院获博士学位。
- 周卡：1949年在美国加州理工学院获博士学位。
- 涂光炽：1949年在美国明尼苏达大学获博士学位。
- 苏良赫：1950年在英国曼彻斯特大学获博士学位。是中国工艺岩石学的开拓者。
- 张炳熹：1950年在美国哈佛大学获博士学位。
- 陈光远：1951年在瑞典乌普萨拉大学获副博士学位。

这些学者学习了欧美的地质理论和研究方法，到北京地质学院后又向来华的苏联专家学习到了理论和方法，并为学校后来的发展奠定了基础。
1957年1月8日，北京地质学院改名北京地质勘探学院。1958年10月20日，校名改回北京地质学院。1960年10月22日，学校入选全国重点院校。
1966年文化大革命爆发后，学校的教学、科研等各项工作陷入全面瘫痪状态。1968年8月25日，工人、解放军宣传队进驻学校，接管了学校的全部工作，进行大批判、大联合、成立革命委员会、清理阶级队伍、整党等所谓的“斗、批、改”，知识分子受到严重摧残，造成了许多冤假错案。从1969年11月15日起，千余名教职工被送往江西省峡江县仁和公社“五七”干校接受“再教育”。1966年至1970年的5年时间中，学校停止招生。1970年，北京市原有的46所高校中，有13所被迫外迁，其中以地矿、农林院校为主，北京地质学院为受害学校之一，学校进入了动荡、颠沛流离状态。在仓促的搬迁中，仪器、图书资料、标本、教学文档等损失惨重。

### 湖北地质学院时期
1970年9月18日，国家地质总局在《关于北京地质学院迁往湖北江陵基本建设的批复》中同意将拟迁往湖南石门县建校计划改为迁往湖北江陵县。征地面积为江陵县城东门内约435亩地，建校规模按5个系13个专业、学生2000人、教职工1700人进行规划，总建筑面积为86 220平方米，总投资初步估计约811.4万元，两年建成。学校更名为湖北地质学院。此间，学校形成了四点办学的格局：江陵校本部（教职工549人）、丹江“五七”地质队（教职工231人）、江西五七干校（教职工561人）、北京留守处及机工厂（教职工347人）。
1970年春，学校开始招收工农兵学员，共220名。其中，综合找矿专业111名，金属物探专业39名，石油地质专业26名，工程地质专业44名。分别在丹江“五七”地质队（校办队）和江陵校部（借石油研究大队部分房舍）进行教学。
1972年8月9日，湖北省革命委员会关于成立湖北地质学院武汉分院的批复：同意湖北地质学院在武汉地质学校的教学点改为“湖北地质学院武汉分院”。9月2日，湖北省革命委员会同意湖北地质学院在荆州市荆州城东门内建校，征用土地435亩。国家计委地质局决定，武汉地质学校明年暂不招生，现有校舍除保证地校教职工必要的生活用房外，要尽量借给地院使用。学校招收地质力学和英语两个专业新生58人；1973年，招生274人；1974年，招生99人；1975年，招生479人；1976年，招生489人。从1971—1976年，招收的六届“工农兵学员”共计1619人。年底，“军工宣队”全部撤离学校，高元贵被任命为学校“革委会主任”，教职工从湖北江陵、丹江、沙洋3点撤回北京。学校在保证武汉教学改革的同时，在北京很快就承担了相当一部分国家级科研项目和科技情报工作。

### 武汉地质学院时期
1975年，学校由湖北荆州市迁至湖北省省会武汉市，并将原武汉地质学校并入，学校进入恢复重建时期。
为了学校的生存和发展，在回迁无望的形势下，老院长高元贵带领新校址考察小组，先后奔赴湖北省黄石、大冶、武昌、孝感、蒲圻、咸宁、花园、广水、襄樊等地进行实地考察、论证，择优选址武汉市。在国家地质总局和湖北省革委会的大力支持下，方案获准。
- 1974年7月27日，湖北省革命委员会批复：同意湖北地质学院在武汉市建校。
- 1974年12月18日，湖北省革命委员会批复：同意湖北地质学院改名为武汉地质学院。
- 1975年4月20日，武汉市革命委员会城市建设委员会批复：武汉地质学院建校地址界定在武昌喻家山和南望山的南麓、华中工学院以西、武汉邮电科学院以东、181厂以北地段。学校开始第二次创业。
- 1975年8月8日，国家计委、教育部电告湖北省革委会：

武汉地质学院为地质方面的骨干院校，该院全体教职工必须暑假全部迁汉，并安排今年秋季对几个急需专业招进一部分新生。安排好全部教职工和新招学生用房。
8月中旬，在郑州黄河大桥修复通车后，铁道部为学院安排第一辆专列，将第一批教职工直送武汉，分别寄居在原武汉地校、省委党校、华中农学院、武汉教师进修学院、华中工学院，地跨武汉三镇，实行“乌兰牧骑式”的多点办学。
在办学条件极端困难的条件下，学校边建设边招生，1975年招收工农兵学员479人，恢复了区域地质调查及矿产普查、矿产地质及勘探、水文地质及工程地质、金属及非金属地球物理勘探、地球化学找矿、地质力学、探矿工程6个系7个专业。1976年学校又新增应用化学系，设化学分析专业。招收工农兵学员489人。
1977年，邓小平复出后，开始在科学技术与教育领域拨乱反正，恢复了高等学校新生入学考试制度。学校当年招生428名。1978年，除恢复文革前的原有专业外，又增设了地震地质班和坑探工程班。当年招收新生887人。
中共十一届三中全会后，学校先后为整风运动中被错划为右派人平反；对文革中受冲击的干部、教师落实了政策；同时对批清运动中受到伤害的一大批师生员工予以纠正，赔礼道歉。1976年2月29日，第一栋教职工集体宿舍楼动土兴建。1978年6月抢建教学楼和第一栋学生宿舍楼，当年9月竣工。基本上解决了生活和教学用房急需。到1980年基本完成了建校第一期计划工程。
1986年4月14日，国务院批准11所全国重点高等院校为第二批试办研究生院的院校，武汉地质学院跻身于全国33所研究生院之列。学校有权自己审核“地质学”和“地质勘探、矿业、石油”两个一级学科的硕士学位授权点；开展在职人员以研究生毕业同等学力申请硕士学位的试点权等。
学校南迁后，留京的教职工在原来留守处的基础上，经治理整顿，于1978年成立武汉地质学院北京研究生部。1985年9月9日，地质矿产部决定，将武汉地质学院北京研究生部、北京地质管理干部学院和中国地质科学院研究生部合并，成立了“北京地质教育中心”。翟裕生教授任主任。

### 中国地质大学时期
1987年11月4日，中华人民共和国国家教育委员会下发中华人民共和国地质矿产部《关于同意成立中国地质大学的批复》。
1987年11月7日，在建校35周年的同时，在武汉学区和北京学区同时举行了隆重的中国地质大学挂牌揭幕仪式，其总部位于武汉。
1988年4月9日，地矿部就中国地质大学领导班子及4个实体做出决定，同时明确了“中国地质大学（武汉）”、“中国地质大学（北京）”和两个管理干部学院，实行校、院长负责制，校、院长实行任期制，任期四年。
1988年5月29日，朱训校长主持召开第一次校务会议，决定大学办公室1988年6月1日开始办公，同时启用“中国地质大学”印章，在京汉两地办公。至此，形成“一所大学，两地办学，四个实体，总部在武汉”的特殊结构的联合办学新格局。从此中国地质大学成为了一所在武汉、北京两地办学，具有四个相对独立实体的特殊大学。各实体人、财、物独立或相对独立，可对外独立开展教学、科研、生产经营，而中国地质大学本身也有自己的权益、功能、名誉，这既涵盖各实体的权益、功能、名誉，还增加了新的内容，有的还作了新的调整。中国地质大学发展成一所理工文管齐全，普通成人教育兼有，高等教育个层次配套的、以地质类学科专业为主的综合性大学。
1988年7月22日，经国家教委批准，岩石学、 矿物学、 古生物学及地层学、 矿产普查与勘探、 探矿工程5个学科为国家级重点学科。
1997年12月6日，经国家计划委员会批准，第一批进入 “211工程”行列，成为国家进行重点建设的大学。
2000年2月，中国地质大学由原国土资源部划归为教育部管理。
2005年3月，根据中华人民共和国教育部文件，位于武汉的大学总部撤销，武汉和北京两个校区独立办学，教育部仍然以一个中国地质大学整体进行建设。
2006年，教育部与国土资源部签署文件宣布共同建设中国地质大学。同年，学校申报的“优势学科创新平台”得到教育部和财政部批准，中国地质大学成为国家“985工程”建设的一部分。 　
2008年，中国地质大学（武汉）又成功申报了第二个“优势学科创新平台”，将学校的学科建设推向一个新的水平。

### 历史图表
| 北京大学地质系 | 北京大学地质系 | 北京大学地质系                         | 北京大学地质系                         | 北京大学地质系                         | 北京大学地质系                         |                                        |                                        | 天津大学地质工程系 | 天津大学地质工程系 | 天津大学地质工程系                          | 天津大学地质工程系                          | 天津大学地质工程系                          | 天津大学地质工程系                          |                                             |                                             | 唐山铁道学院采矿系             | 唐山铁道学院采矿系             | 唐山铁道学院采矿系                 | 唐山铁道学院采矿系                 | 唐山铁道学院采矿系                    | 唐山铁道学院采矿系                    |                                       |                                       | 西北大学地质系                        | 西北大学地质系                        | 西北大学地质系 | 西北大学地质系 | 西北大学地质系 | 西北大学地质系 |  |  |  |  |  |  |  |  |  |  |  |  |  |  |  |  |  |  |  |  |  |  |  |  |
| 北京大学地质系 | 北京大学地质系 | 北京大学地质系                         | 北京大学地质系                         | 北京大学地质系                         | 北京大学地质系                         |                                        |                                        | 天津大学地质工程系 | 天津大学地质工程系 | 天津大学地质工程系                          | 天津大学地质工程系                          | 天津大学地质工程系                          | 天津大学地质工程系                          |                                             |                                             | 唐山铁道学院采矿系             | 唐山铁道学院采矿系             | 唐山铁道学院采矿系                 | 唐山铁道学院采矿系                 | 唐山铁道学院采矿系                    | 唐山铁道学院采矿系                    |                                       |                                       | 西北大学地质系                        | 西北大学地质系                        | 西北大学地质系 | 西北大学地质系 | 西北大学地质系 | 西北大学地质系 |  |  |  |  |  |  |  |  |  |  |  |  |  |  |  |  |  |  |  |  |  |  |  |  |
|                |                |                                        |                                        |                                        |                                        |                                        |                                        |                    |                    |                                             |                                             |                                             |                                             |                                             |                                             |                                |                                |                                    |                                    |                                       |                                       |                                       |                                       |                                       |                                       |                |                |                |                |  |  |  |  |  |  |  |  |  |  |  |  |  |  |  |  |  |  |  |  |  |  |  |  |
|                |                |                                        |                                        |                                        |                                        |                                        |                                        |                    |                    |                                             |                                             |                                             |                                             |                                             |                                             | 北京地质学院 （1952年11月）    |                                |                                    |                                    |                                       |                                       |                                       |                                       |                                       |                                       |                |                |                |                |  |  |  |  |  |  |  |  |  |  |  |  |  |  |  |  |  |  |  |  |  |  |  |  |
|                |                | 正定地质政治干部学校 （1953年）        |                                        |                                        |                                        |                                        |                                        |                    |                    |                                             |                                             |                                             |                                             |                                             |                                             |                                |                                |                                    |                                    |                                       |                                       |                                       |                                       |                                       |                                       |                |                |                |                |  |  |  |  |  |  |  |  |  |  |  |  |  |  |  |  |  |  |  |  |  |  |  |  |
|                |                |                                        |                                        |                                        |                                        |                                        |                                        |                    |                    |                                             |                                             |                                             |                                             |                                             |                                             |                                |                                |                                    |                                    |                                       |                                       |                                       |                                       |                                       |                                       |                |                |                |                |  |  |  |  |  |  |  |  |  |  |  |  |  |  |  |  |  |  |  |  |  |  |  |  |
|                |                |                                        |                                        |                                        |                                        |                                        |                                        | 北京地质学院留守处 | 北京地质学院留守处 | 北京地质学院留守处                          | 北京地质学院留守处                          | 北京地质学院留守处                          | 北京地质学院留守处                          |                                             |                                             | 湖北地质学院 （1970年9月18日） | 湖北地质学院 （1970年9月18日） | 湖北地质学院 （1970年9月18日）     | 湖北地质学院 （1970年9月18日）     | 湖北地质学院 （1970年9月18日）        | 湖北地质学院 （1970年9月18日）        |                                       |                                       | 武汉地质学校                          | 武汉地质学校                          | 武汉地质学校   | 武汉地质学校   | 武汉地质学校   | 武汉地质学校   |  |  |  |  |  |  |  |  |  |  |  |  |  |  |  |  |  |  |  |  |  |  |  |  |
|                |                |                                        |                                        |                                        |                                        |                                        |                                        | 北京地质学院留守处 | 北京地质学院留守处 | 北京地质学院留守处                          | 北京地质学院留守处                          | 北京地质学院留守处                          | 北京地质学院留守处                          |                                             |                                             | 湖北地质学院 （1970年9月18日） | 湖北地质学院 （1970年9月18日） | 湖北地质学院 （1970年9月18日）     | 湖北地质学院 （1970年9月18日）     | 湖北地质学院 （1970年9月18日）        | 湖北地质学院 （1970年9月18日）        |                                       |                                       | 武汉地质学校                          | 武汉地质学校                          | 武汉地质学校   | 武汉地质学校   | 武汉地质学校   | 武汉地质学校   |  |  |  |  |  |  |  |  |  |  |  |  |  |  |  |  |  |  |  |  |  |  |  |  |
|                |                | 北京地质政治干部学校 （1978年）        | 北京地质政治干部学校 （1978年）        | 北京地质政治干部学校 （1978年）        | 北京地质政治干部学校 （1978年）        | 北京地质政治干部学校 （1978年）        | 北京地质政治干部学校 （1978年）        |                    |                    | 武汉地质学院 北京研究生部 （1978年12月9日） | 武汉地质学院 北京研究生部 （1978年12月9日） | 武汉地质学院 北京研究生部 （1978年12月9日） | 武汉地质学院 北京研究生部 （1978年12月9日） | 武汉地质学院 北京研究生部 （1978年12月9日） | 武汉地质学院 北京研究生部 （1978年12月9日） |                                |                                | 武汉地质学院 （1974年12月28日）    | 武汉地质学院 （1974年12月28日）    | 武汉地质学院 （1974年12月28日）       | 武汉地质学院 （1974年12月28日）       | 武汉地质学院 （1974年12月28日）       | 武汉地质学院 （1974年12月28日）       |                                       |                                       |                |                |                |                |  |  |  |  |  |  |  |  |  |  |  |  |  |  |  |  |  |  |  |  |  |  |  |  |
|                |                | 北京地质政治干部学校 （1978年）        | 北京地质政治干部学校 （1978年）        | 北京地质政治干部学校 （1978年）        | 北京地质政治干部学校 （1978年）        | 北京地质政治干部学校 （1978年）        | 北京地质政治干部学校 （1978年）        |                    |                    | 武汉地质学院 北京研究生部 （1978年12月9日） | 武汉地质学院 北京研究生部 （1978年12月9日） | 武汉地质学院 北京研究生部 （1978年12月9日） | 武汉地质学院 北京研究生部 （1978年12月9日） | 武汉地质学院 北京研究生部 （1978年12月9日） | 武汉地质学院 北京研究生部 （1978年12月9日） |                                |                                | 武汉地质学院 （1974年12月28日）    | 武汉地质学院 （1974年12月28日）    | 武汉地质学院 （1974年12月28日）       | 武汉地质学院 （1974年12月28日）       | 武汉地质学院 （1974年12月28日）       | 武汉地质学院 （1974年12月28日）       |                                       |                                       |                |                |                |                |  |  |  |  |  |  |  |  |  |  |  |  |  |  |  |  |  |  |  |  |  |  |  |  |
|                |                |                                        |                                        |                                        |                                        |                                        |                                        |                    |                    |                                             |                                             |                                             |                                             |                                             |                                             |                                |                                |                                    |                                    |                                       |                                       |                                       |                                       |                                       |                                       |                |                |                |                |  |  |  |  |  |  |  |  |  |  |  |  |  |  |  |  |  |  |  |  |  |  |  |  |
|                |                | 北京地质管理干部学院 （1984年12月5日） | 北京地质管理干部学院 （1984年12月5日） | 北京地质管理干部学院 （1984年12月5日） | 北京地质管理干部学院 （1984年12月5日） | 北京地质管理干部学院 （1984年12月5日） | 北京地质管理干部学院 （1984年12月5日） |                    |                    | 北京地质教育中心 （1985年9月9日）           | 北京地质教育中心 （1985年9月9日）           | 北京地质教育中心 （1985年9月9日）           | 北京地质教育中心 （1985年9月9日）           | 北京地质教育中心 （1985年9月9日）           | 北京地质教育中心 （1985年9月9日）           |                                |                                |                                    |                                    | 武汉地质管理干部学院 （1984年8月7日） | 武汉地质管理干部学院 （1984年8月7日） | 武汉地质管理干部学院 （1984年8月7日） | 武汉地质管理干部学院 （1984年8月7日） | 武汉地质管理干部学院 （1984年8月7日） | 武汉地质管理干部学院 （1984年8月7日） |                |                |                |                |  |  |  |  |  |  |  |  |  |  |  |  |  |  |  |  |  |  |  |  |  |  |  |  |
|                |                | 北京地质管理干部学院 （1984年12月5日） | 北京地质管理干部学院 （1984年12月5日） | 北京地质管理干部学院 （1984年12月5日） | 北京地质管理干部学院 （1984年12月5日） | 北京地质管理干部学院 （1984年12月5日） | 北京地质管理干部学院 （1984年12月5日） |                    |                    | 北京地质教育中心 （1985年9月9日）           | 北京地质教育中心 （1985年9月9日）           | 北京地质教育中心 （1985年9月9日）           | 北京地质教育中心 （1985年9月9日）           | 北京地质教育中心 （1985年9月9日）           | 北京地质教育中心 （1985年9月9日）           |                                |                                |                                    |                                    | 武汉地质管理干部学院 （1984年8月7日） | 武汉地质管理干部学院 （1984年8月7日） | 武汉地质管理干部学院 （1984年8月7日） | 武汉地质管理干部学院 （1984年8月7日） | 武汉地质管理干部学院 （1984年8月7日） | 武汉地质管理干部学院 （1984年8月7日） |                |                |                |                |  |  |  |  |  |  |  |  |  |  |  |  |  |  |  |  |  |  |  |  |  |  |  |  |
|                |                |                                        |                                        |                                        |                                        |                                        |                                        |                    |                    |                                             |                                             |                                             |                                             |                                             |                                             |                                |                                |                                    |                                    |                                       |                                       |                                       |                                       |                                       |                                       |                |                |                |                |  |  |  |  |  |  |  |  |  |  |  |  |  |  |  |  |  |  |  |  |  |  |  |  |
|                |                |                                        |                                        | 中国地质科学院                         | 中国地质科学院                         | 中国地质科学院                         | 中国地质科学院                         | 中国地质科学院     | 中国地质科学院     |                                             |                                             |                                             |                                             | 中国地质大学 （1987年11月4日）              | 中国地质大学 （1987年11月4日）              | 中国地质大学 （1987年11月4日） | 中国地质大学 （1987年11月4日） | 中国地质大学 （1987年11月4日）     | 中国地质大学 （1987年11月4日）     |                                       |                                       |                                       |                                       |                                       |                                       |                |                |                |                |  |  |  |  |  |  |  |  |  |  |  |  |  |  |  |  |  |  |  |  |  |  |  |  |
|                |                |                                        |                                        | 中国地质科学院                         | 中国地质科学院                         | 中国地质科学院                         | 中国地质科学院                         | 中国地质科学院     | 中国地质科学院     |                                             |                                             |                                             |                                             | 中国地质大学 （1987年11月4日）              | 中国地质大学 （1987年11月4日）              | 中国地质大学 （1987年11月4日） | 中国地质大学 （1987年11月4日） | 中国地质大学 （1987年11月4日）     | 中国地质大学 （1987年11月4日）     |                                       |                                       |                                       |                                       |                                       |                                       |                |                |                |                |  |  |  |  |  |  |  |  |  |  |  |  |  |  |  |  |  |  |  |  |  |  |  |  |
|                |                |                                        |                                        |                                        |                                        |                                        |                                        |                    |                    |                                             |                                             |                                             |                                             |                                             |                                             |                                |                                |                                    |                                    |                                       |                                       |                                       |                                       |                                       |                                       |                |                |                |                |  |  |  |  |  |  |  |  |  |  |  |  |  |  |  |  |  |  |  |  |  |  |  |  |
|                |                |                                        |                                        |                                        |                                        |                                        |                                        |                    |                    | 中国地质大学（北京） （2005年3月）          | 中国地质大学（北京） （2005年3月）          | 中国地质大学（北京） （2005年3月）          | 中国地质大学（北京） （2005年3月）          | 中国地质大学（北京） （2005年3月）          | 中国地质大学（北京） （2005年3月）          |                                |                                | 中国地质大学（武汉） （2005年3月） | 中国地质大学（武汉） （2005年3月） | 中国地质大学（武汉） （2005年3月）    | 中国地质大学（武汉） （2005年3月）    | 中国地质大学（武汉） （2005年3月）    | 中国地质大学（武汉） （2005年3月）    |                                       |                                       |                |                |                |                |  |  |  |  |  |  |  |  |  |  |  |  |  |  |  |  |  |  |  |  |  |  |  |  |
|                |                |                                        |                                        |                                        |                                        |                                        |                                        |                    |                    | 中国地质大学（北京） （2005年3月）          | 中国地质大学（北京） （2005年3月）          | 中国地质大学（北京） （2005年3月）          | 中国地质大学（北京） （2005年3月）          | 中国地质大学（北京） （2005年3月）          | 中国地质大学（北京） （2005年3月）          |                                |                                | 中国地质大学（武汉） （2005年3月） | 中国地质大学（武汉） （2005年3月） | 中国地质大学（武汉） （2005年3月）    | 中国地质大学（武汉） （2005年3月）    | 中国地质大学（武汉） （2005年3月）    | 中国地质大学（武汉） （2005年3月）    |                                       |                                       |                |                |                |                |  |  |  |  |  |  |  |  |  |  |  |  |  |  |  |  |  |  |  |  |  |  |  |  |

## 实习站
地球科学是一门实践性很强的学科，在教学过程中需要在野外进行教学实习，中国地质大学在很多地方设有实习站，其中有
- 中国地质大学周口店野外地质实践教学中心[6]
- 中国地质大学秦皇岛实习站[6]
- 中国地质大学秭归实习基地
- 中国地质大学江汉油矿实习基地（位于湖北潜江）[6]

## 学校标识

### 校训
中国地质大学的校训“艰苦朴素 求真务实”，是著名校友前国务院总理温家宝于1994年10月19日视察母校时为地大的题词。
校训内涵：“艰苦朴素”就是要求师生要坚持朴实无华、艰苦奋斗的优良作风。“求真务实”，就是求大学之真，务艰苦奋斗、开拓进取、创建地球科学领域世界一流大学之实。

### 校歌
中国地质大学的校歌是电影《年轻一代》的主题曲《勘探队员之歌》。由佟志贤作词、晓河作曲。1990年6月19日,在第九次校务会议上正式决定将《勘探队员之歌》定为校歌。

### 校徽
中国地质大学的校徽外圆圈内上方是汉字校名，下方为英文校名。中间圆形为放大镜，内置地质锤和指南针，显示学校优势与特色，以及久远的办学历史，指明学校向综合性稳步发展的方向。放大镜外围为地球经纬线，不仅代表着中国地质大学与地球的亲密关系，同时蕴含着地大人对实现开放型、现代型的高水平特色大学办学目标的矢志追求和豪迈情怀。
2021年11月7日，即地大69周年校庆，中国地质大学(北京)发布70周年校庆公告(第一号)，其中也发布了新校徽。

## 体育活动
中国地质大学拥有很多特色体育运动，学校也大力支持体育活动，学校3次荣获“全国群众体育工作先进单位”。其中这些运动大多与野外工作有关，其中较著名的有野外生存体验、攀岩、定向越野和登山等。其中以登山运动较为突出。

### 登山

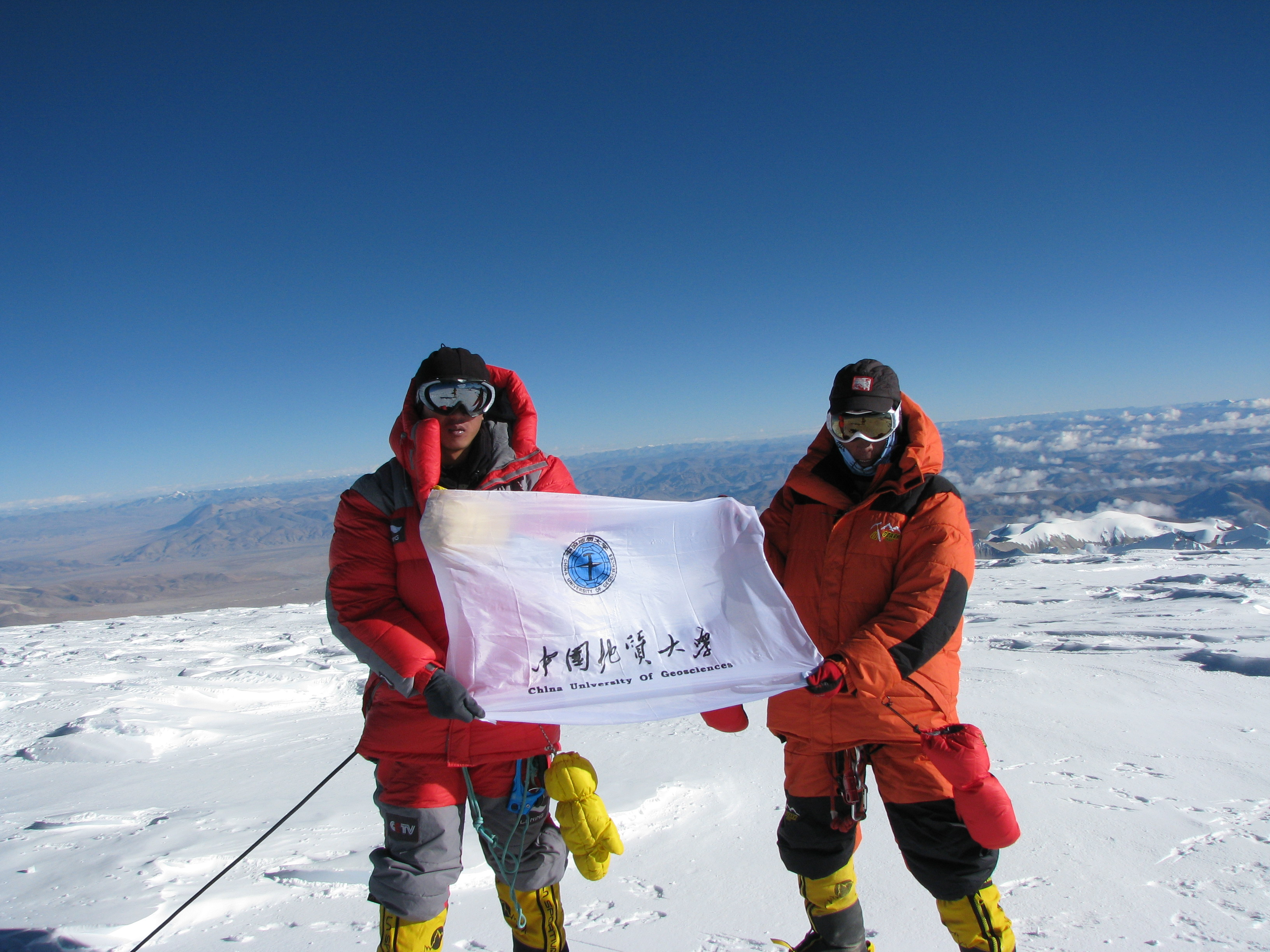
2008年10月2日，中国地质大学（武汉）登山队登顶世界第六高峰---卓奥友峰。

中国地质大学建校以来向国家输送了大量的优秀登山队员，很多人都成为了中国登山协会中的骨干。有人称，登山对于中国地质大学而言，就像中文如北大，理工如清华。早在1958年，北京地质学院就组建了中国第一支业余登山队，当年底登山队即奔赴甘肃，于12月20日成功地攀登了祁连山主峰七一冰川（海拔5120米），开创了中国冬季登山的先例，学校还选送了王富洲等人前往苏联学习登山技术，后来王富洲参加了1960年中国登山队首次从北坡征服世界第一高峰珠穆朗玛峰的壮举。文革期间，学校的登山活动被迫停。直到1984年，学校重建了登山队，同年2月成立了全国第一个基层群众登山组织——武汉地质学院登山协会。2008年北京奥运火炬珠峰传递过程中，中国地质大学（武汉）登山队中有三人参与，其中一人随队登顶。2010年，北京中坤投资集团有限公司、中国登山协会和中国地质大学（武汉）联合设立中国地质大学（武汉）中坤登山奖学金/助学金，是中国内地高校首次设立“登山奖学金”。2012年，为庆祝建校60周年，武汉地大组织了中国首支高校珠峰登山队，北京地大也派人参与。最后4名师生于2012年5月19日8时16分成功登顶珠峰，地大登山队成为中国首次成功登顶珠峰的高校登山队，其中24岁的队员陈晨是中国首位登顶珠峰在校女大学生，登山队总指挥、武汉地大教授董范和陈晨登顶也是第一次有武汉人登顶珠峰。6月19日，在武汉举行的登顶珠峰庆功会上，中国登山协会授予地大（武汉）、地大（北京）“中国登山事业特别贡献奖”。
| 登顶时间            | 山峰           | 海拔      | 备注                                                                     |
| ------------------- | -------------- | --------- | ------------------------------------------------------------------------ |
| 1959年5月28日       | 秦岭主峰太白山 | 4120米    | 登顶46人，其中女子12人                                                   |
| 1960年6月2日        | 阿尼玛卿Ⅱ      | 6268米    | 首次登顶，当时误认为是Ⅰ峰                                                |
| 1964年              | 玉龙雪山       | 5596米    | 未登顶                                                                   |
| 1965年              | 雀儿山         | 6012米    |                                                                          |
| 1984年              | 阿尼玛卿Ⅱ      | 6268米    | 与日本长野山岳会登山队联合攀登                                           |
| 1987年              | 库拉岗日       | 7538米    |                                                                          |
| 1988年9月24日、25日 | 雀儿山         | 6168米    | 首次登顶，与日本神户大学山岳会联合攀登登                                 |
| 1991年              | 希夏邦马峰     | 8012米    | 与日本长野县登山队联合攀登                                               |
| 1997年              | 希夏邦马峰     | 8012米    |                                                                          |
| 1998年              | 雪宝顶         | 6621米    |                                                                          |
| 2000年              | 雪宝顶         | 5588米    |                                                                          |
| 2002年              | 各拉丹冬峰     | 6621米    | 中国地质大学（武汉）登山队，到达6500米高度                               |
| 2003年              | 哈巴雪山       | 5396米    |                                                                          |
| 2004年              | 慕士塔格峰     | 7546米    |                                                                          |
| 2005年              | 四姑娘山Ⅱ峰    | 5454米    |                                                                          |
| 2006年              | 玉珠峰         | 6178米    | 中国地质大学（武汉）登山队                                               |
| 2008年              | 哈巴雪山       | 5396米    | 中国地质大学（北京）登山队                                               |
| 2008年10月2日       | 卓奥友峰       | 8201米    | 中国地质大学（武汉）登山队                                               |
| 2009年              | 半脊峰         | 5430米    | 中国地质大学（北京）登山队                                               |
| 2009年10月6日       | 四姑娘山三峰   | 5664米    | 中国地质大学（北京）登山队                                               |
| 2009年11月5日、7日  | 若尼峰Ⅱ峰      | 6800米    | 若尼峰属于未登峰，中国地质大学（武汉）登山队与日本神户大学登山队联合攀登 |
| 2011年8月18日、19日 | 玉珠峰         | 6178米    | 中国地质大学（武汉）珠峰登山队                                           |
| 2011年10月5日       | 雪隆包         | 5527米    | 中国地质大学（北京）登山队                                               |
| 2012年5月3日        | 哈巴雪山       | 5396米    | 中国地质大学（北京）登山攀岩俱乐部                                       |
| 2012年5月19日       | 珠穆朗玛峰     | 8844.43米 | 中国地质大学登山队，为庆祝建校60周年而攀登                               |
| 2013年7月18日       | 厄爾布魯士峰   | 5642米    | 中国地质大学（武汉）“7+2”登山队，“挑战地球九大极点”活动                  |
| 2014年2月9日        | 乞力马扎罗山   | 5895米    | 中国地质大学（武汉）“7+2”登山队，“挑战地球九大极点”活动                  |
| 2014年9月22日       | 科修斯科峰     | 2230米    | 中国地质大学（武汉）“7+2”登山队，“挑战地球九大极点”活动                  |
| 2015年1月19日       | 阿空加瓜峰     | 6964米    | 中国地质大学（武汉）“7+2”登山队，“挑战地球九大极点”活动                  |
| 2015年6月10日       | 麦金利峰       | 6193米    | 中国地质大学（武汉）“7+2”登山队，“挑战地球九大极点”活动                  |
| 2016年4月24日       | 北极点         | 0米       | 中国地质大学（武汉）“7+2”登山队，“挑战地球九大极点”活动                  |
| 2016年12月14日      | 文森峰         | 4897米    | 中国地质大学（武汉）“7+2”登山队，“挑战地球九大极点”活动                  |

### 户外运动
中国地质大学于1998年率先开展了野外生存课，从而成为全国第一个拥有野外生存教育资源库的大学；2002年组织承接了国家重点教育课题——大学生野外生存生活体验课程；2004年成为全国第一个拥有野外生存本科专业的大学。

### 攀岩
1992年，中国地质大学（武汉）修建国内第一座室内人工攀岩壁，号称亚洲第一壁。1993年，在中国地质大学（武汉）举办了中国首届国际攀岩邀请赛，当年世界女子冠军俄罗斯运动员参赛，最后中国地质大学（武汉）获团体冠军。中国地质大学（武汉）还出版了国内第一本攀岩教材。2003年11月7日~8日，第一届全国大学生攀岩锦标赛在中国地质大学（武汉）举行。2009年12月4日--6日，第二届全国青年攀岩锦标赛在中国地质大学（武汉）攀岩馆内举行。截止2011年，中国地质大学（北京）也连续举办了七届北京高校攀岩联赛。

### 羽毛球
- 1994年，中国地质大学羽毛球队赴捷克参加第三届世界大学生羽毛球锦标赛，获得1金、1银、2铜。
- 1996年，又赴法国参加第四届世界大学生羽毛球锦标赛，获得2银、1铜。
- 1998年，赴土耳其参加第五届世界大学生羽毛球锦标赛，获得2金、2银。
- 2006年10月10日至15日，第九届世界大学生羽毛球锦标赛在中国地质大学（武汉）举办
- 2020年东京奥运会，中国地质大学体育学院2018级硕士研究生王懿律夺得羽毛球混双比赛金牌；公共管理学院2015级、2017级校友黄雅琼、郑思维夺得羽毛球混双比赛银牌。[24]

### 足球
中国地质大学（北京）足球队成立于2015年。所获的荣誉有“2015年首都大学生足球联赛（乙级）季军”、“2015年‘恒大冰泉杯’全国大学生五人制足球联赛（北区）亚军”、“2015年北京高校校园足球联赛亚军”“2015年北京高校联盟杯足球联赛亚军”、“2016年北京高校校园足球联赛冠军”。

## 历任院校长
| 时期                 | 院校长 | 上任时间 | 卸任时间 | 备注                                       |
| -------------------- | ------ | -------- | -------- | ------------------------------------------ |
| 北京地质学院         | 刘型   | 1952年   | 1958年   |                                            |
| 北京地质学院         | 高元贵 | 1958年   | 1976年   | 1972年起，高元贵担任湖北地质学院革委会主任 |
| 湖北地质学院         | 高元贵 |          |          | 1972年起，高元贵担任湖北地质学院革委会主任 |
| 武汉地质学院         | 王 焕  | 1976年   | 1980年   | 代革委会主任                               |
| 武汉地质学院         | 王鸿祯 | 1980年   | 1983年   |                                            |
| 武汉地质学院         | 赵鹏大 | 1983年   | 1988年   |                                            |
| 中国地质大学         | 朱训   | 1988年   | 1994年   |                                            |
| 中国地质大学         | 赵鹏大 | 1994年   | 2005年   |                                            |
| 中国地质大学（武汉） | 赵鹏大 | 1988年   | 1996年   |                                            |
| 中国地质大学（武汉） | 殷鸿福 | 1996年   | 1997年   |                                            |
| 中国地质大学（武汉） | 赵鹏大 | 1997年   | 2003年   | 兼研究生院院长                             |
| 中国地质大学（武汉） | 张锦高 | 2003年   | 2010年   |                                            |
| 中国地质大学（武汉） | 王焰新 | 2010年   |          |                                            |
| 中国地质大学（北京） | 翟裕生 | 1988年   | 1990年   |                                            |
| 中国地质大学（北京） | 程业勋 | 1990年   | 1994年   |                                            |
| 中国地质大学（北京） | 赵鹏大 | 1994年   | 2000年   |                                            |
| 中国地质大学（北京） | 吴淦国 | 2000年   | 2010年   |                                            |
| 中国地质大学（北京） | 邓军   | 2010年   | 2019年   |                                            |
| 中国地质大学（北京） | 孙友宏 | 2019年   |          |                                            |

## 著名校友

### 院士
中国地质大学建校60年来，毕业生中有30多人入选两院院士，在单科性院校中这样的成绩并不多见。先后当选两院院士的毕业生是：
| 姓名     | 生卒                         | 籍贯                  | 毕业时间 | 当选院士时间 | 成就                            |
| -------- | ---------------------------- | --------------------- | -------- | ------------ | ------------------------------- |
| 刘宝珺   | 1931年9月13日－              | 天津                  | 1953届   | 1991年       | 沉积学家                        |
| 马宗晋   | 1933年1月4日－               | 吉林长春              | 1955届   | 1991年       | 构造、地震地质学家及减灾专家    |
| 孙大中   | 1932年6月20日－ 1997年5月1日 | 山东威海              | 1955届   | 1991年       | 前寒武纪地质学家                |
| 欧阳自远 | 1935年10月9日－              | 江西吉安              | 1956届   | 1991年       | 地球化学家天体化学家            |
| 傅家谟   | 1933年7月14日－              | 上海                  | 1956届   | 1991年       | 有机地球化学家及沉积学家        |
| 张弥曼   | 1936年4月17日－              | 浙江嵊县              | [ 30 ]   | 1991年       | 古生物地层学家及 古脊椎动物学家 |
| 叶大年   | 1939年7月21日－              | 广东鹤山 （生于香港） | 1962届   | 1991年       | 矿物学家                        |
| 李廷栋   | 1930年10月7日－              | 河北栾城              | 1953届   | 1993年       | 区域地质学家                    |
| 殷鸿福   | 1935年3月15日－              | 浙江舟山              | 1956届   | 1993年       | 地质古生物学家                  |
| 程国栋   | 1943年7月11日－              | 上海                  | 1965届   | 1993年       | 冰川冻土学家                    |
| 秦蕴珊   | 1933年6月1日－               | 辽宁沈阳              | 1956届   | 1995年       | 海洋地质学家                    |
| 汪集旸   | 1935年10月11日－             | 江苏吴江              | 1956届   | 1995年       | 地热学家                        |
| 汤中立   | 1934年10月30日－             | 安徽安庆              | 1956届   | 1995年       | 矿产勘察专家及矿床地质学家      |
| 马瑾     | 1934年11月27日－             | 江苏如皋              | 1956届   | 1997年       | 构造地质学家                    |
| 戎嘉余   | 1941年12月7日－              | 上海                  | 1962届   | 1997年       | 地层古生物学家                  |
| 胡见义   | 1934年3月25日－              | 北京                  | [ 31 ]   | 1997年       | 石油地质学家                    |
| 金翔龙   | 1934年11月29日－             | 江苏南京              | 1956届   | 1997年       | 海洋地质、海洋地球物理学家      |
| 卢耀如   | 1931年5月22日－              | 福建福州              | 1953届   | 1997年       | 水文地质学家及工程地质学家      |
| 郑绵平   | 1934年11月7日－              | 福建漳州              | [ 32 ]   | 1997年       | 矿床地质学家及盐湖学家          |
| 张彭熹   | 1931年2月5日－               | 天津                  | 1956届   | 1997年       | 盐湖地球化学家                  |
| 张本仁   | 1929年5月28日－              | 安徽怀远              | 1956届   | 1999年       | 地球化学家                      |
| 钟大赉   | 1933年8月11日－              | 山东青岛              | 1954届   | 2001年       | 构造地质学家                    |
| 陈旭     | 1936年－                     | 江苏南京              | 1959届   | 2003年       | 古生物与地层学家                |
| 金振民   | 1941年9月－                  | 浙江温州              | 1965届   | 2005年       | 构造地质学家                    |
| 杨文采   | 1942年10月－                 | 广东大埔              | 1964届   | 2005年       | 地球物理学家                    |
| 马永生   | 1961年-                      | 内蒙古                | 1984届   | 2009年       | 地质勘探学家                    |
| 莫宣学   | 1938年12月－                 | 广西融水              | 1960届   | 2009年       | 岩石学家                        |
| 高山     | 1962年6月－2016年5月         | 云南石屏              | 1989届   | 2011年       | 地球化学家                      |
| 舒德干   | 1946年2月－                  | 湖南湘潭              | 1987届   | 2011年       | 进化古生物学家                  |
| 金之钧   | 1957年－                     | 山东青岛              | 1986届   | 2013年       | 石油地质学                      |
| 郝芳     | 1964年－                     | 内蒙古赤峰            | 1982届   | 2015年       | 石油地质学                      |
| 李家彪   | 1961年－                     | 浙江杭州              | 1983届   | 2015年       | 海洋学                          |
| 武强     | 1959年－                     | 内蒙古呼和浩特        | 1991届   | 2015年       | 矿山安全                        |
| 王双明   | 1955年－                     | 陕西岐山              | 1983届   | 2017年       | 矿产资源和地质勘查              |
| 侯增谦   | 1961年－                     | 河北藁城              | 1988届   | 2017年       | 矿床学                          |
| 张宏福   | 1962年－                     | 陕西山阳              | 1988届   | 2017年       | 岩石地球化学                    |
| 潘永信   | 1964年－                     |                       | 1988届   | 2017年       | 固体地球物理                    |
| 肖文交   | 1967年－                     | 湖南涟源              | 1992届   | 2019年       | 沉积大地构造学                  |
| 彭建兵   | 1953年－                     | 湖北麻城              | 1978届   | 2019年       | 工程地质与灾害地质              |
| 王焰新   | 1963年－                     | 山西原平              | 1990届   | 2019年       | 水文地质学                      |

### 其他知名校友
- 温家宝：1968届硕士毕业生，中華人民共和國國務院前總理。
- 王大宾：曾任都江堰市都信凿岩钎具有限公司的总经理，同时还兼任中国钢协钎具协会常务理事，中国岩石破碎学会常务理事。
- 张宏仁：1954届毕业生。现任国际地质科学联盟主席。
- 李久林：国家体育场“鸟巢”工程的总设计师。
- 张文岳：1967届毕业生。现任中国共产党第十五届中央委员、原中共辽宁省人大常委会主任、省委书记。现任全国人大环境与资源保护委员会副主任委员。
- 寿嘉华：1965届毕业生。原国土资源部副部长兼中国地质调查局局长、党组书记。
- 王安顺：1983届毕业生。中共中央委员、北京市市长。
- 孙金龙：1990届毕业生。中共中央候补委员、原任团中央书记处常务书记，现任湖南省委副书记。
- 方晓宇：1976届毕业生。原任海南省委常委、海南省常务副省长。2010年5月13日21时30分在北京逝世，享年57岁。
- 黄亦纯：1968届毕业生。现任甘肃省委常委、统战部部长。
- 蒋承菘：1962届毕业生。1998年至2001年任地质矿产部副部长。
- 严宏谟：1957年毕业生。1985年6月至1995年9月任国家海洋局局长、党组书记。现任全国政协人口资源环境委员会委员。
- 张一伟: 1956届毕业生。原中国石油大学 (北京)校长。
- 武能乐：1959届校友、越南留学生，原河内矿业地质大学副校长。
- 王富洲：1958届毕业生。原国家登山队党委书记、现中国科学探险协会常务副主席兼秘书长。
- 李致新：国家级运动健将、中国登山协会常务副主席。1985届毕业生。1988年参加中、日、尼双跨珠穆朗玛峰并获成功，李致新是唯一登顶的汉族队员。也是中国地质大学第二位登上世界高峰的运动员。是中国征服世界7大洲最高峰的两位登山家之一。
- 王勇峰：国际级运动健将、中国登山队队长，1984届毕业生，1993年参加海峡两岸珠峰队登顶成功。他和李致新为中国目前仅有的两为征服世界7大洲最高峰的登山家。
- 佟璐：1985届毕业生，1990年登上了海拔8012米的西夏邦玛峰，成为中国第一位登上8000米以上独立山峰的汉族女性。
- 次洛：1999届毕业生，1998年5月登顶珠穆朗玛峰，成为中国第一位登顶珠峰在校大学生。
- 高崚：羽毛球运动员，2004届毕业生，2000年悉尼奥运会羽毛球混双金牌、女双铜牌，2004年雅典奥运会羽毛球混双金牌、女双银牌。
- 袁复栋：2005级大学生，中国地质大学登山队队员，参与2008年北京奥运会珠峰火炬传递，并成功登顶珠峰，被选为2008年中国大学生年度人物[39]。
- 康学增：中国地质大学产业经济学硕士，振华重工总裁[40]。
- 曾玉康：教授级高级经济师，毕业于湖北地质学院石油地质专业，中国石油天然气集团公司 副总经理、党组成员。
- 黄宁生：毕业于中国地质大学（武汉），地层学与古生物学专业博士，现任广东省科学技术厅厅长。
- 林少春：毕业于中国地质大学（武汉），地球物理探矿系金属与非金属地球物理勘探专业，现任中共十九届中央候补委员，广东省委常委，省政府副省长、党组副书记。
- 闫子贝：中国地质大学（武汉）体育学院2018级硕士研究生，在2020年夏季奥林匹克运动会夺得男女4x100混合泳接力银牌[24]